# Barrios Unidos (Bogotá)
Barrios Unidos es la localidad número 12 del Distrito Capital de Bogotá. Se encuentra en el norte de la ciudad.

## Geografía física

#### Límites
| Noroeste: Localidad de Suba (UPZ La Floresta Avenida 68)                                     | Norte: Localidad de Suba (UPZ La Alhambra Calle 100)          | Nordeste: Localidad de Usaquén (UPZ Santa Bárbara intersección Autopista Norte Calle 100) |
| Oeste: Localidad de Engativá (UPZ Las Ferias y Jardín Botánico Avenida 68)                   |                                                               | Este: Localidad de Chapinero (UPZ Chicó Lago Autopista Norte, Avenida Caracas)            |
| Suroeste: Localidad de Teusaquillo (UPZ Parque metropolitano Simón Bolívar Avenida Calle 63) | Sur: Localidad de Teusaquillo (UPZ Galerías Avenida Calle 63) | Sureste: Localidad de Chapinero (UPZ homónima, Avenida Caracas)                           |

#### Altitud
- Media: 2564 m.s.n.m

## Historia

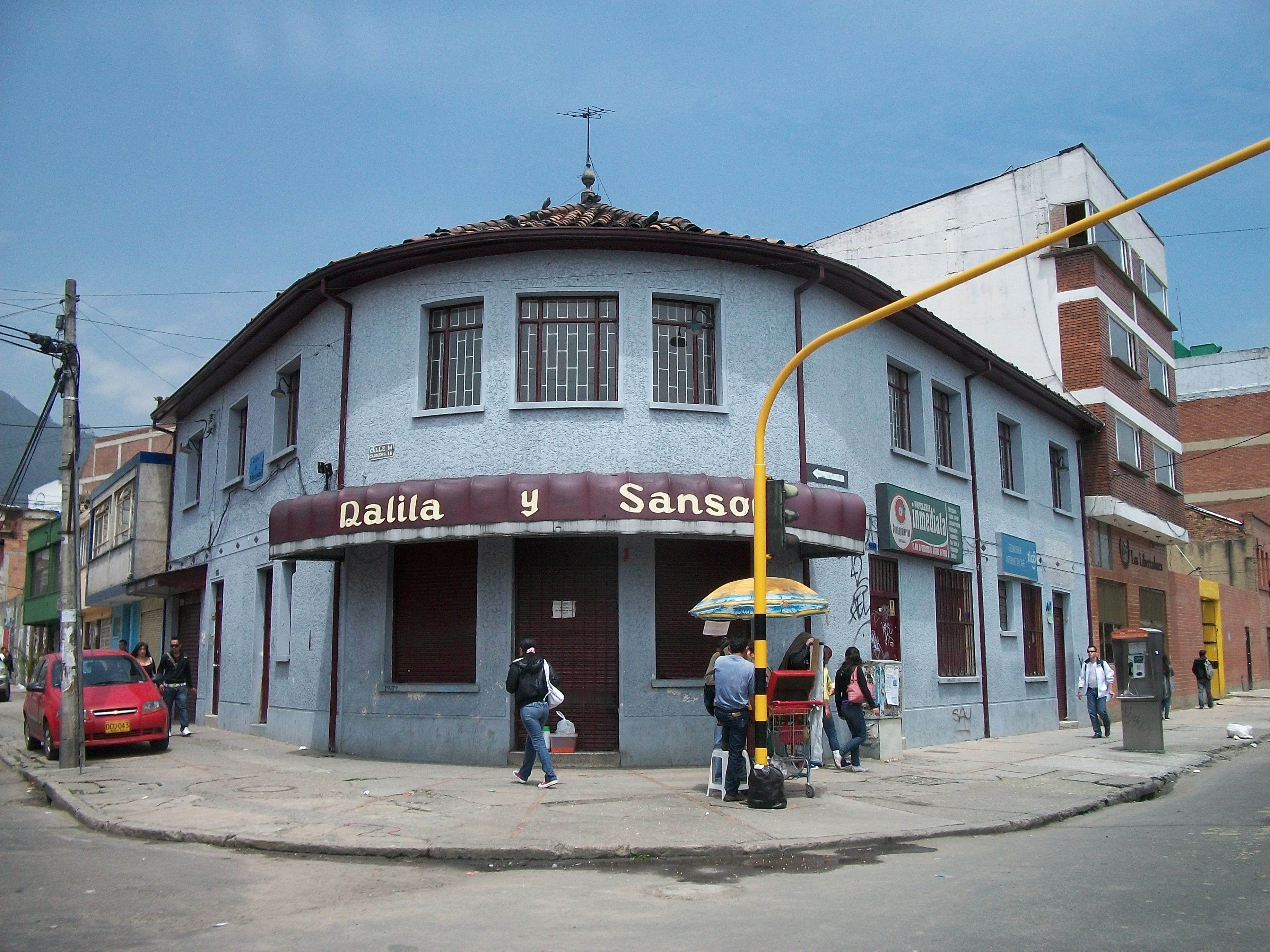
Carrera 16 con calle 64, en el barrio La Esperanza.

Los Barrios Unidos del Norte fueron originalmente una invasión que con el correr del tiempo fue adquiriendo dimensión de organización comunitaria, tomando como núcleo los barrios Siete de Agosto, Benjamín Herrera y Colombia. La zona fue asiento de grandes haciendas dentro de las que se mencionan la del expresidente Miguel Abadía, la finca San León, de los hermanos Cristianos, donde hoy están los Alcázares y la Quinta Mutis, perteneciente a la comunidad religiosa de los Dominicos, a la que pertenecía don José Celestino Mutis, y la hacienda El Salitre de propiedad de José Joaquín Vargas; que dieron origen a la gran expansión popular hacia el norte y noroccidente de la capital.
En 1972, mediante el Acuerdo 26 se crean dieciséis Alcaldías Menores del Distrito Especial de Bogotá. Se creó de está forma, la Alcaldía Menor de Barrios Unidos, correspondiéndole como nomenclatura el número 12, ratificada mediante el Acuerdo 8 de 1977. 
La Constitución de 1991 le da a Bogotá el carácter de Distrito Capital; en 1992 la Ley 1.ª reglamento las funciones de las Junta Administradora Local, de los Fondos de Desarrollo Local y de los alcaldes locales, y determinó la asignación presupuestal. Mediante los acuerdos 2 y 6 de 1992, el Distrital, definió el número, la jurisdicción y las competencias de las JAL.
Durante el siglo XX, Barrios Unidos fue partícipe de la historia de crecimiento de la ciudad, tanto en su dimensión de infraestructura social, económica y cultural como en el desarrollo de su cultura política

## Geografía humana

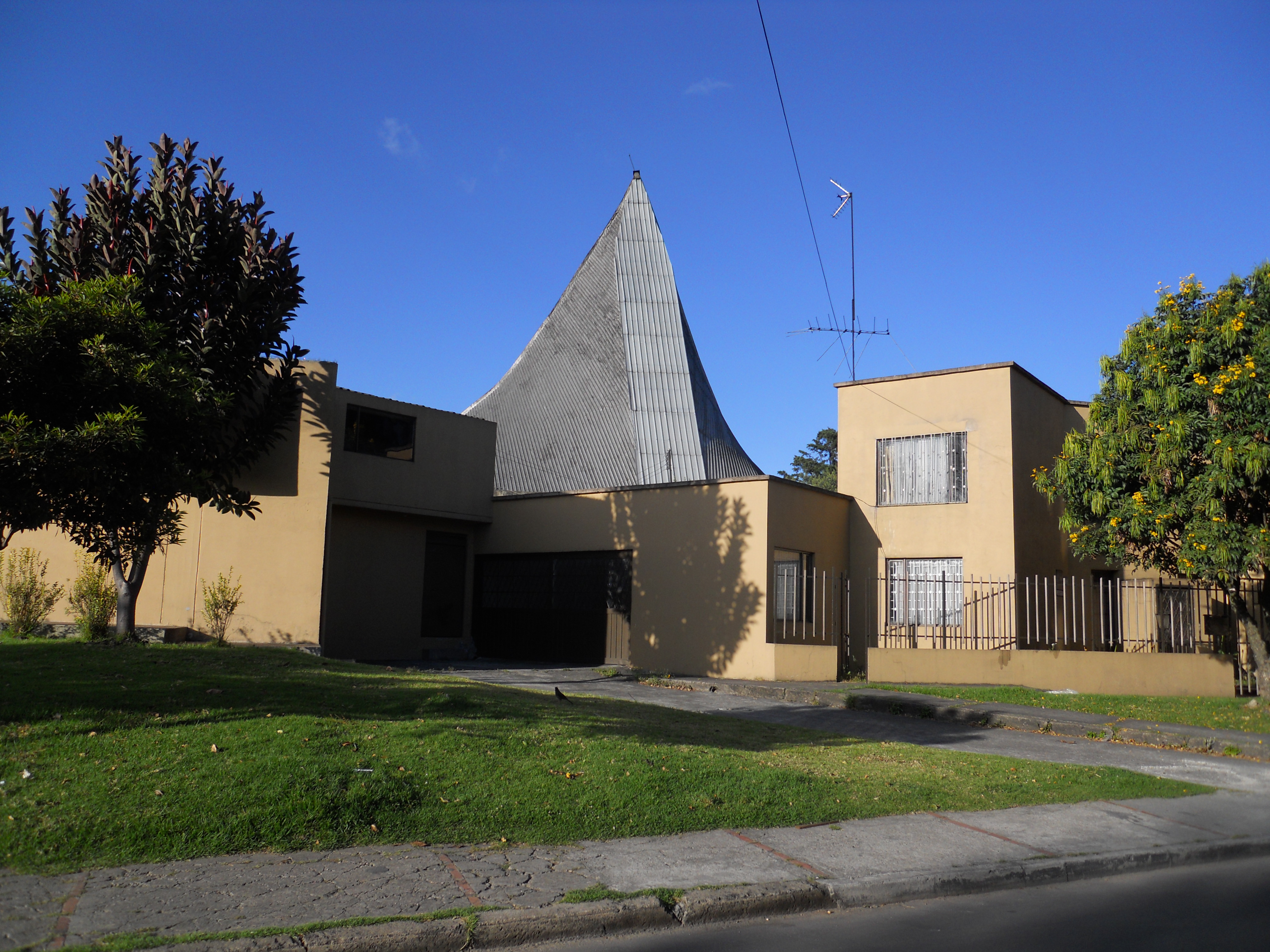
Parroquia San Francisca Romana.

Barrios Unidos está ubicada entre las localidades de Chapinero, Teusaquillo, Engativa y Suba. Geográfica, social y económicamente es un punto estratégico dentro de la ciudad debido a su cercanía a lugares de interés dentro de la ciudad de Bogotá.

### Organización territorial
De acuerdo al Plan de Ordenamiento Territorial -POT, la localidad cuenta con cuatro (4) Unidades de Planeación Zonal (UPZ), Tres de las UPZs están clasificadas como residenciales: UPZ 21-Los Andes, UPZ 22-Doce de Octubre y UPZ 98-Alcázares. Y una de carácter dotacional: UPZ 103-Parque El Salitre, conformada por amplias zonas verdes, y dotada con equipamiento recreativo y cultural de envergadura metropolitana.
| Barrios | Límites | Extensión (km²) | Código Postal-                                                                | Villa Calasanz, Entre Ríos, La Castellana, La Patria, Los Andes, Rionegro, Urbanización San Martín, Vizcaya Total: 25 | Norte: Av. España (AC 100) Oriente: Autopista Norte (AK 45) - Av. Ciudad de Quito (AK 30) Sur: Autopista Medellín (AC 80) OccidentUPZ 22-Doce de Octubre: Av. Congreso Eucarístico (AK 68) | 2,23 | 111211 |
| Doce de Octubre, Jorge Eliécer Gaitán, José Joaquín Vargas, La Libertad, Rincón Del Salitre, El Labrador, Metrópolis, Modelo Norte, San Fernando, San Miguel, Simón Bolívar Total: 29 | Norte: Autopista Medellín (AC 80) Oriente: Av. Ciudad de Quito (AK 30) Sur: Av. Salitre (AC 64) Occidente: Av. Congreso Eucarístico (AK 68)                                                  | 3,14            | 111211 (Norte de la AC 72) 111221 (Sur de la AC 72) UPZ 98-Alcázares          | | |      |        |
| 11 de Noviembre, Alcázares Norte, Baquero, Benjamín Herrera, Chapinero Noroccidental, Colombia, Concepción Norte, Juan XXIII Norte, La Aurora, La Esperanza, La Merced Norte, La Paz, Los Alcázares, Muequetá, Polo Club, Quinta Mutis, Rafael Uribe Uribe, San Felipe, Santa Sofía, Siete de Agosto Total: 43 | Norte: Av. Alejandro Obregón (AC 92) Oriente: Av. Paseo de los Libertadores (AK 20) - Av. Caracas (AK 20/AK 14) Sur: Av. José Celestino Mutis (AC 63) Occidente: Av. Ciudad de Quito (AK 30) | 4,16            | 111211 (Norte de la AC 72) 111221 (Sur de la AC 72) UPZ 103-Parque El Salitre | | |      |        |
| El Rosario Total: 1 | Norte: Av. Salitre (AC 64) Oriente: Av. Ciudad de Quito (AK 30) Sur: Av. José Celestino Mutis (AC 63) Occidente: Av. Congreso Eucarístico (AK 68)                                            | 0,12            | 111221                                                                        | | |      |        |
| 98 barrios | | 9,66            | 1112xx                                                                        | | |      |        |

Así mismo, se constituyen áreas no barriales la Escuela Militar de Cadetes y los Parques Popular y Distrital del Salitre.

## Movilidad
Esta localidad ubicada al nororiente es una de las localidades más centralizadas y de fácil acceso al centro de la capital. Además de las avenidas que limitan la localidad las principales vías que la sirven son Avenida Medellín, avenida calle 68, Avenida 68 y Calle 100, avenida La Esmeralda, La Avenida Quito, la Carrera 50 y la carrera 24.

### Vías principales
- Avenida Caracas (Carreras 14 y 20)
- Avenida Mariscal Sucre (Carrera 17)
- Avenida Paseo de los Libertadores (Autopista Norte, Carreras 20 y 45)
- Avenida Colombia (Carrera 24)
- Avenida Ciudad de Quito (NQS Central, Carrera 30)
- Avenida Suba (Carrera 50, Transversal 55)
- Avenida Batallón Caldas (Carrera 50)
- Avenida La Esmeralda (Carrera 60)
- Avenida Congreso Eucarístico (Bogotá, Carrera 68)
- Avenida José Celestino Mutis (Calle 63)
- Avenida Gabriel Andrade Lleras (Calle 68)
- Avenida Chile (Bogotá, Calle 72)
- Avenida Medellín (Bogotá, Calle 80)
- Avenida España (Bogotá, Calle 100)
- Avenida NQS (Carrera 30, Diagonal 92)

### Transporte público
Transmilenio
El sistema TransMilenio surte varios sectores y avenidas de Barrios Unidos.
- La Calle 80 es recorrida por la línea D y cuenta con las estaciones Polo - FINCOMERCIO, Escuela Militar, Carrera 47, y Carrera 53.
- La avenida NQS es recorrida por la línea E y cuenta con las estaciones La Castellana, NQS Calle 75 - Zona M, Avenida Chile y 7 de Agosto.
- La autopista Norte es recorrida por la línea B y cuenta con las estaciones Calle 100 - Marketmedios, Virrey, Calle 85 - Gato Dumas y Héroes.
- Un tramo de la avenida Caracas es recorrida por la línea A y cuenta con las estaciones Calle 76 - San Felipe, Calle 72 y Flores - Areandina.
- Un tramo de la avenida Suba es recorrida por la línea C y cuenta con las estaciones San Martín, Rionegro y Suba Calle 95.

## Economía
Sobresale la actividad industrial de pequeña y mediana escala en diversas áreas como la elaboración de muebles, litografías y fabricación de calzado. El comercio es una actividad muy importante, con muchos almacenes especializados en la compra y venta de repuestos para automóvil, los talleres de artes gráficas y almacenes de calzado estilo punto de fábrica.
Entre sus residentes predomina la clase media, el estrato socioeconómico 3 y 4. Es una localidad completamente urbana y se caracteriza por ser un área de pequeña industria además de un importante centro de comercio y servicios. Su desarrollo urbano se dio en el siglo XX, durante la explosión demográfica de los años 1950.
- Centro Comercial Metrópolis.
- Centro Comercial Iserra 100.
- Centro Comercial Cafam Floresta

## Servicios públicos

### Educación
79 Colegios

### Educación superior
- Corporación Universitaria UNITEC
- Fundación Universitaria Colombo Germana
- Fundación Universitaria del Área Andina
- Fundación Universitaria Cafam
- Fundación Universitaria Los Libertadores
- Fundación Universitaria Monserrate
- Colegio Mayor de Nuestra Señora del Rosario, Facultad de Medicina.
- Fundación Universitaria Horizonte
- Fundación Universitaria de Ciencias de la Salud

## Salud

##### IPS Públicas
- Clínica de Chapinero

## Cultura
- Parroquia La Asunción de Nuestra Señora.
- Iglesia El Lugar de Su Presencia.
- Plaza de los Artesanos.
- Teatro de la Castellana.
- Distrito Creativo San Felipe (entre calle 72 y calle 80 entre la cra. 24 y la Caracas)[nota 1]
- Biblioteca Pública de la Participación Ciudadana, de BibloRed[10]

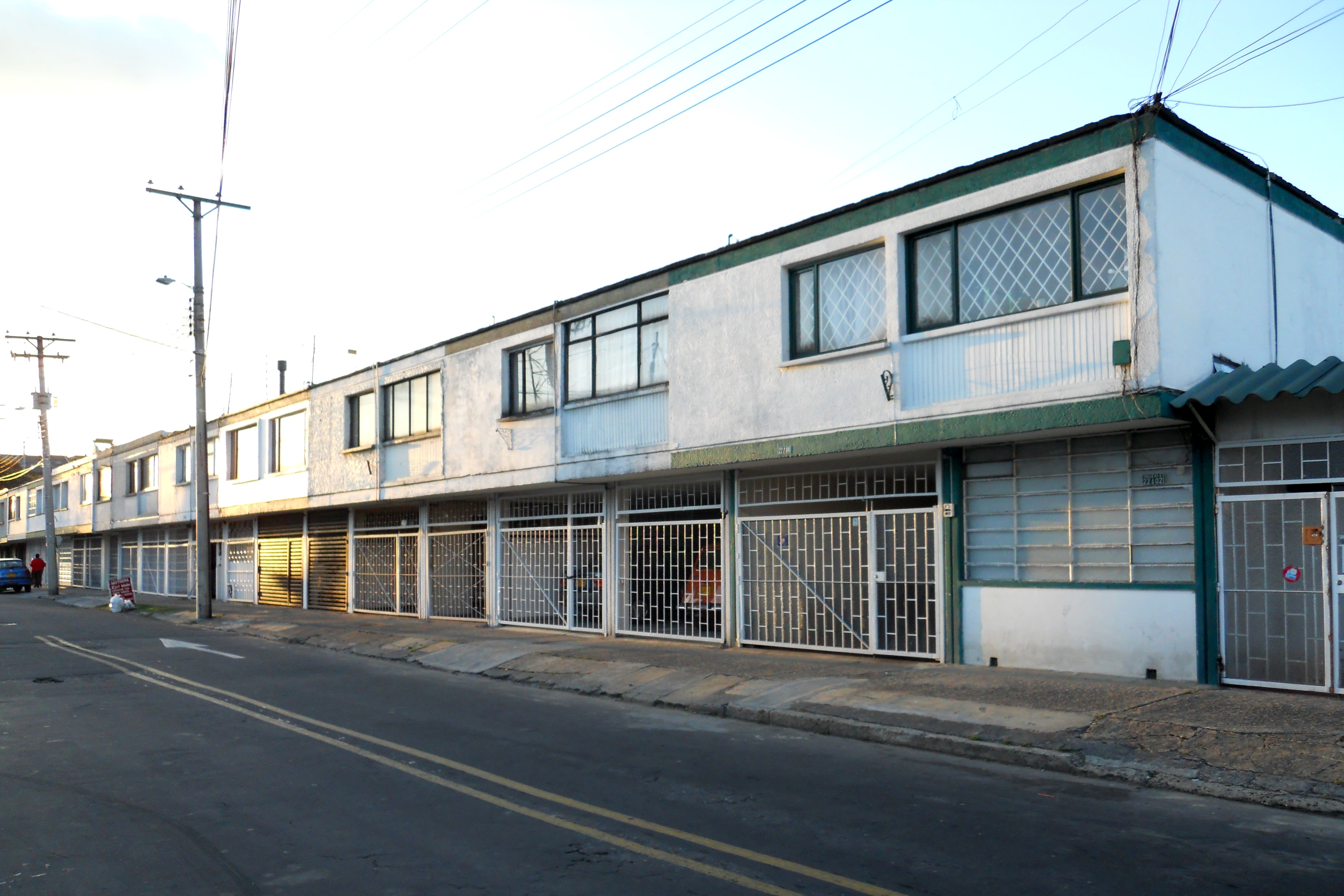
Barrio Polo Club.

## Deporte
En esta localidad se ubican los lugares más importantes de recreación y deporte como Salitre Mágico, IDRD y Parque Simón Bolívar. Tiene 120 parques e instalaciones deportivas y 2 canchas sintéticas.
- Complejo Acuático Simón Bolívar
- Centro de Alto Rendimiento.
- Parque de los Novios.
- Parque Salitre Mágico.
- Cici Aquapark

## Nota
1. ↑  https://distritocreativosanfelipe.com/